# Mochlos
Mochlos (griechisch Μόχλος (m. sg.)) ist ein Dorf an der Nordostküste der griechischen Insel Kreta. Es gehört zur Gemeinde Sitia im Regionalbezirk Lasithi. Dem Ort vorgelagert liegt die Insel Agios Nikolaos (Άγιος Νικόλαος), oft selbst Mochlos genannt, auf der sich eine archäologische Ausgrabungsstätte befindet. Die Insel ist etwa 180 Meter vom Festland entfernt. Am Westrand des Dorfes befindet sich eine weitere kleine archäologische Fundstätte.

## Lage
Mochlos liegt etwa auf halber Strecke zwischen den Städten Agios Nikolaos und Sitia. Die vorgelagerte Insel schützt das Dorf vor hohem Wellengang. Zu erreichen ist der Ort nur über zwei Stichstraßen von Sfaka oder Lastros aus. Mochlos hat laut offizieller Statistik von 2011 121 Einwohner, im Sommer leben dort neben den Touristen auch zahlreiche Einheimische aus den höher gelegenen Orten. Verwaltungstechnisch gehört Mochlos zu Tourloti im Gemeindebezirk Sitia.

## Ausgrabungsstätte

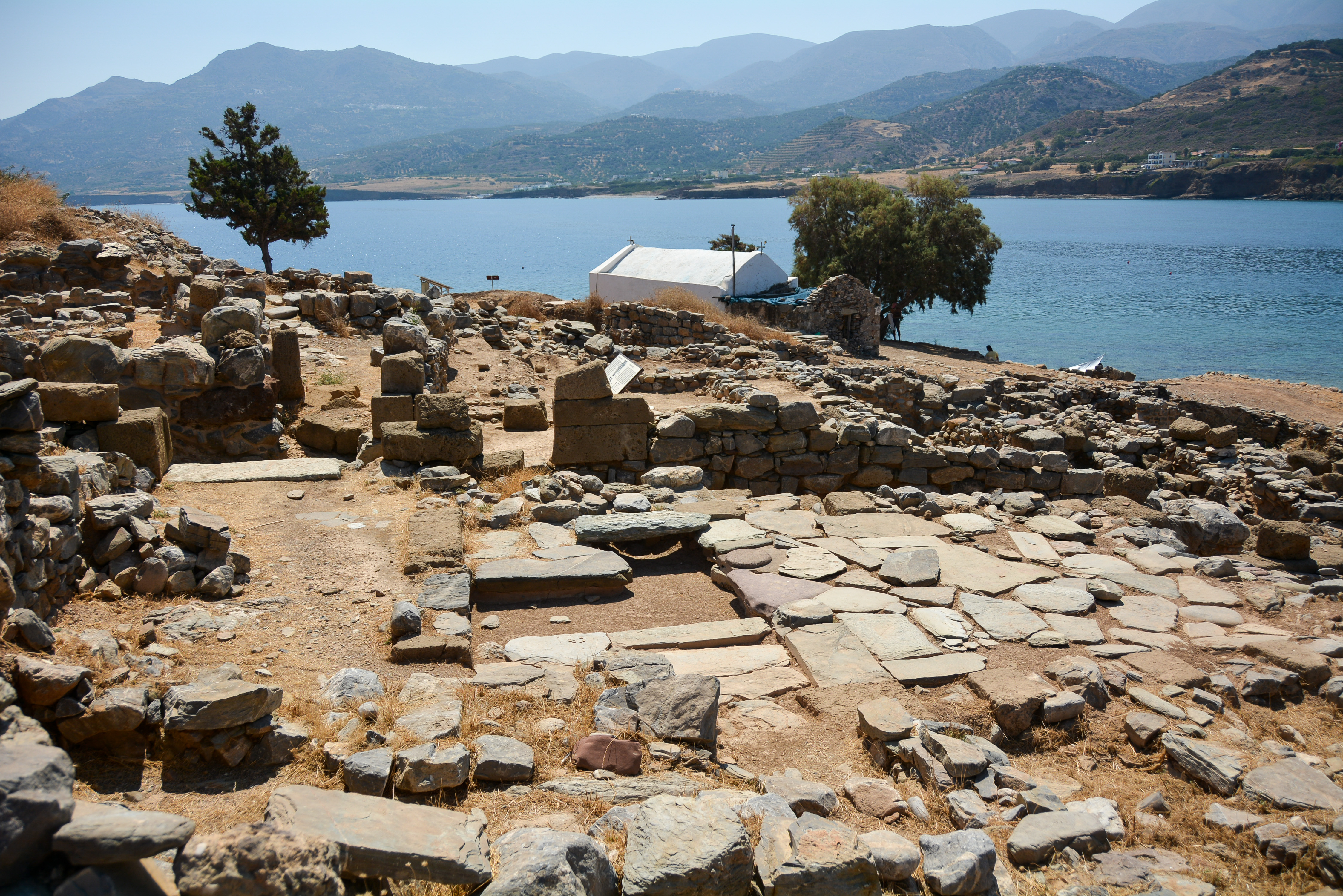
Ausgrabungen auf Agios Nikolaos

Die kleine dem Ort vorgelagerte Insel war wohl in der Zeit der Besiedelung mit dem Land verbunden, die Verbindung wurde jedoch infolge von Erdbeben (1700 v. Chr.) zerstört. Noch heute sind die unter Wasser gelegenen Verbindungen zu erkennen.
Seit etwa 3000 v. Chr. befand sich hier eine minoische Siedlung. Archäologen vermuten, dass hier ein wichtiger Seehafen der Minoer lag. In hausförmigen Gräbern fand man einzigartigen Goldschmuck, der im Museum in Iraklio zu besichtigen ist.
Die Ausgrabungen begannen 1908 unter Richard Seager. 1990 nahmen US-amerikanische Archäologen unter der Federführung der University of North Carolina in Greensboro die Arbeiten wieder auf. Sie dauern bis heute an. Auf Anfrage kann man die Insel mit dem Boot anfahren und betreten.

## Visuelle Eindrücke

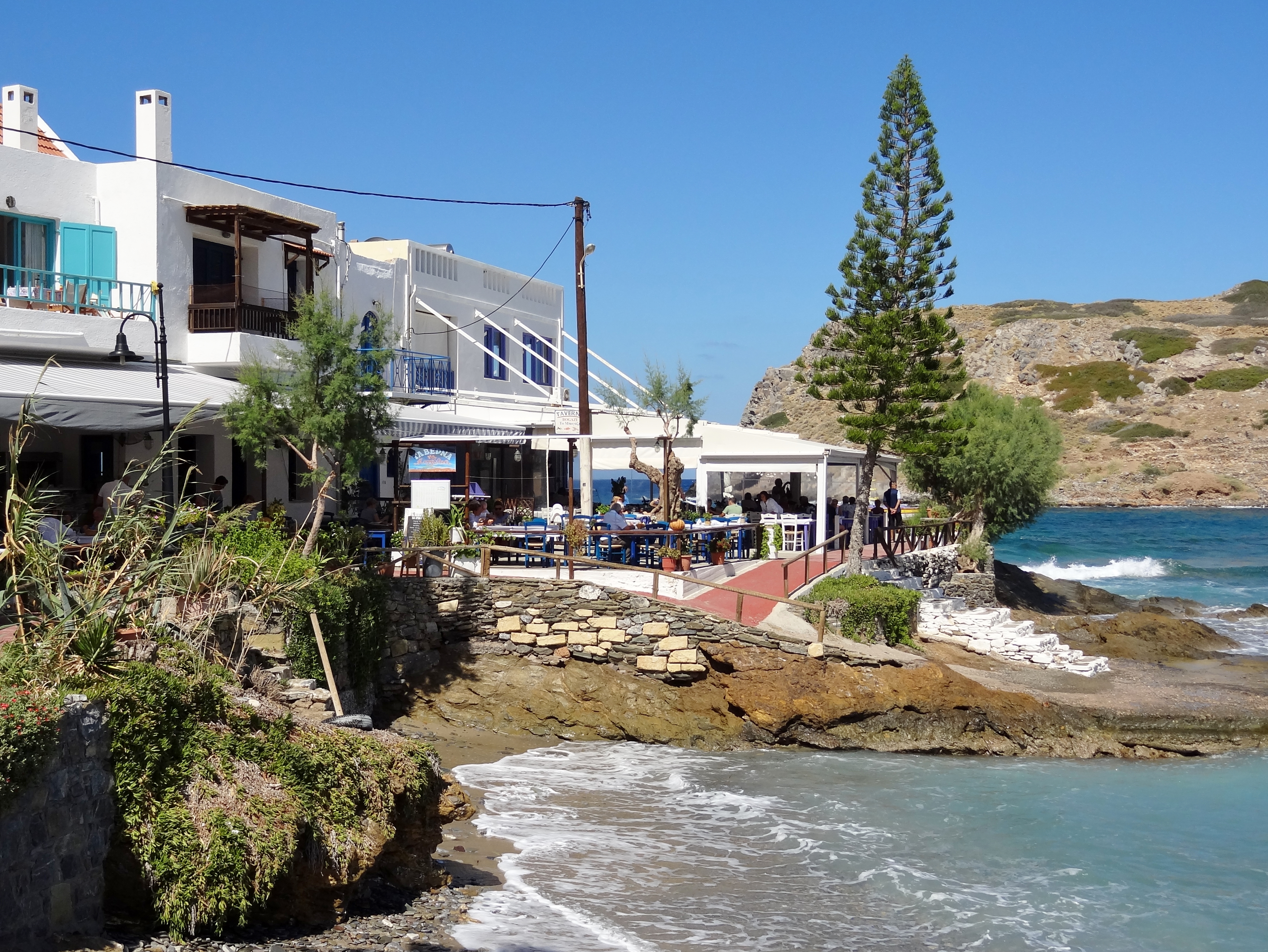
Tavernen
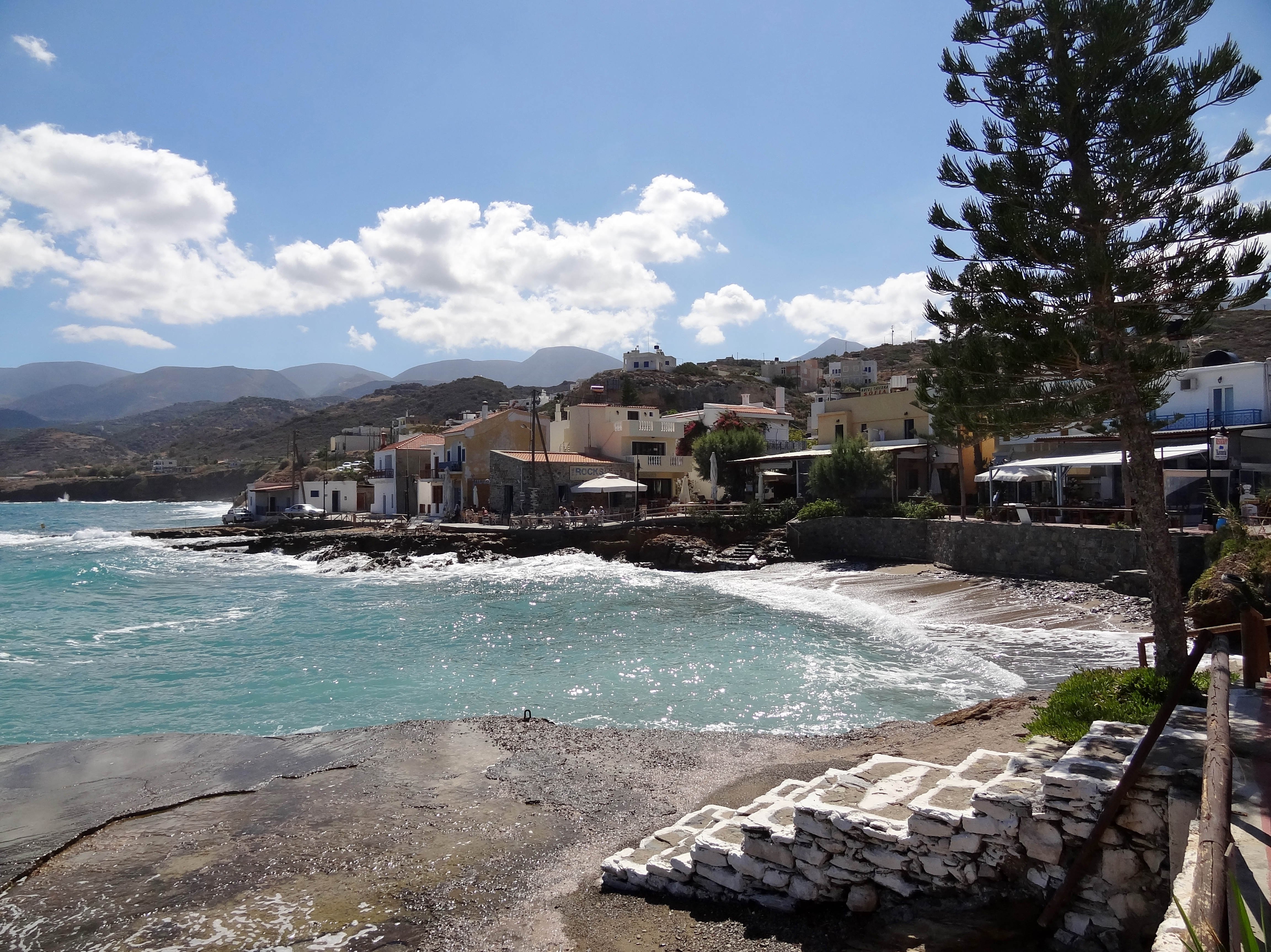
Strand von Mochlos
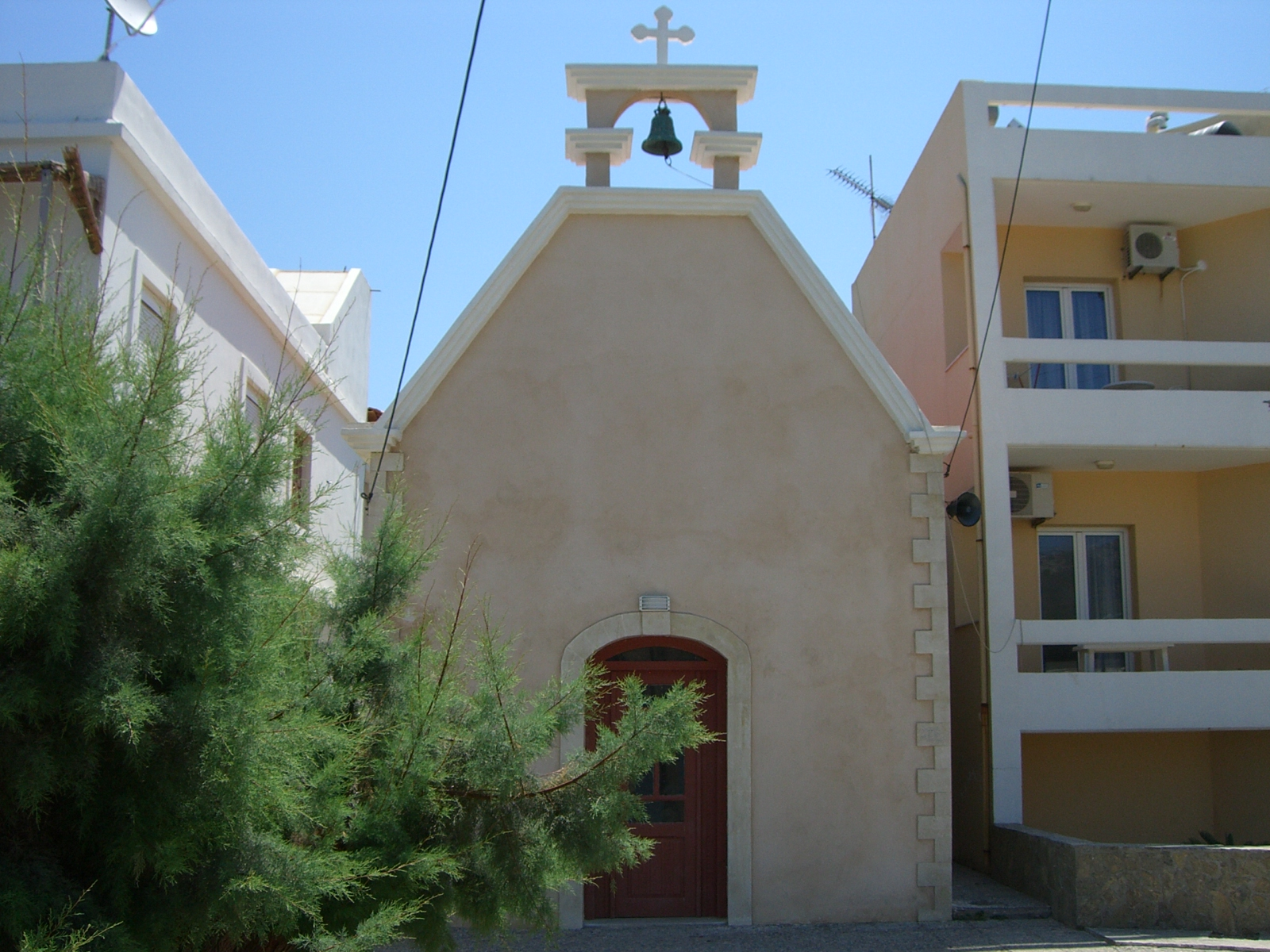
Kirche Agios Titos
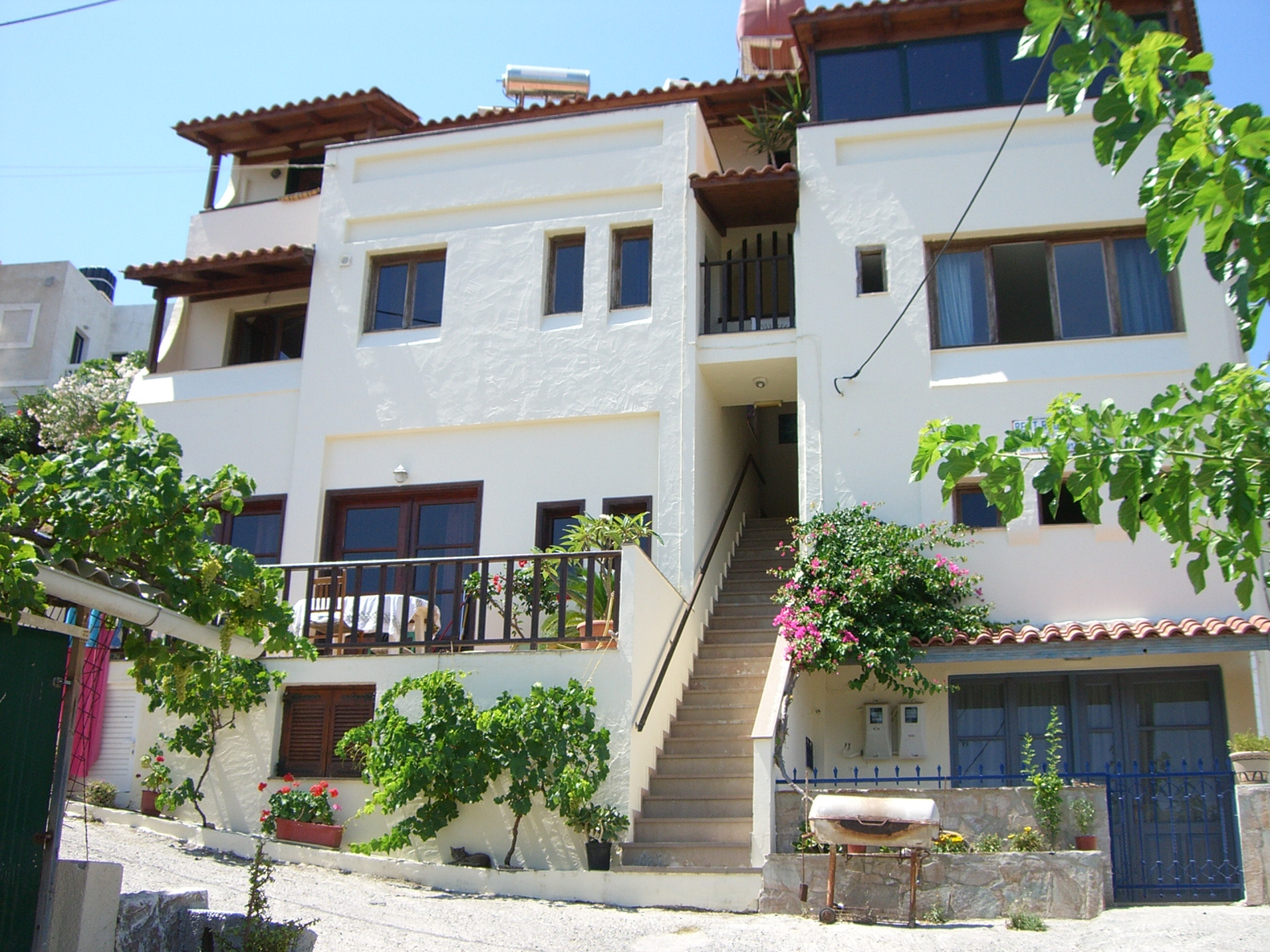
Höchstes Gebäude